# Palais Colonna Barberini
Pour les palais situés à Rome, voir Palais Barberini et Palais Colonna (Rome).
Le Palais Colonna Barberini (en italien : Palazzo Colonna Barberini) est un édifice situé à Palestrina, dans la province de Rome. Propriété de l'État italien, il est le siège du Musée archéologique.

## Histoire
L'origine du Palais Colonna Barberini remonte au IXe siècle. Il a été bâti sur le sanctuaire de la Fortuna Primigenia, d'époque romaine puis démoli et reconstruit au XVe siècle. Son nom provient des seigneurs des lieux qui en étaient propriétaires, les Colonna, qui ont réalisé la construction du bourg et du palais et les Barberini, qui ont acheté la propriété au XVIIe siècle et qui l'ont conservée jusqu'à la fin de la Seconde Guerre mondiale pendant laquelle le palais fut fortement endommagé.
À la fin du conflit, le palais est acheté par l'État italien qui, en 1956, en fait le siège du musée archéologique.

## Description

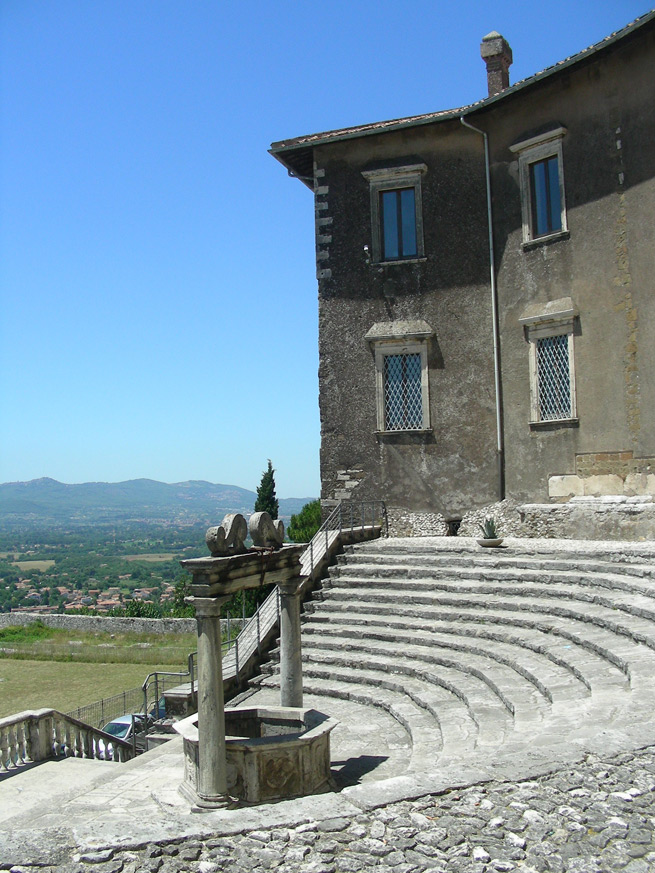
Le puits et le théâtre romain devant la façade.
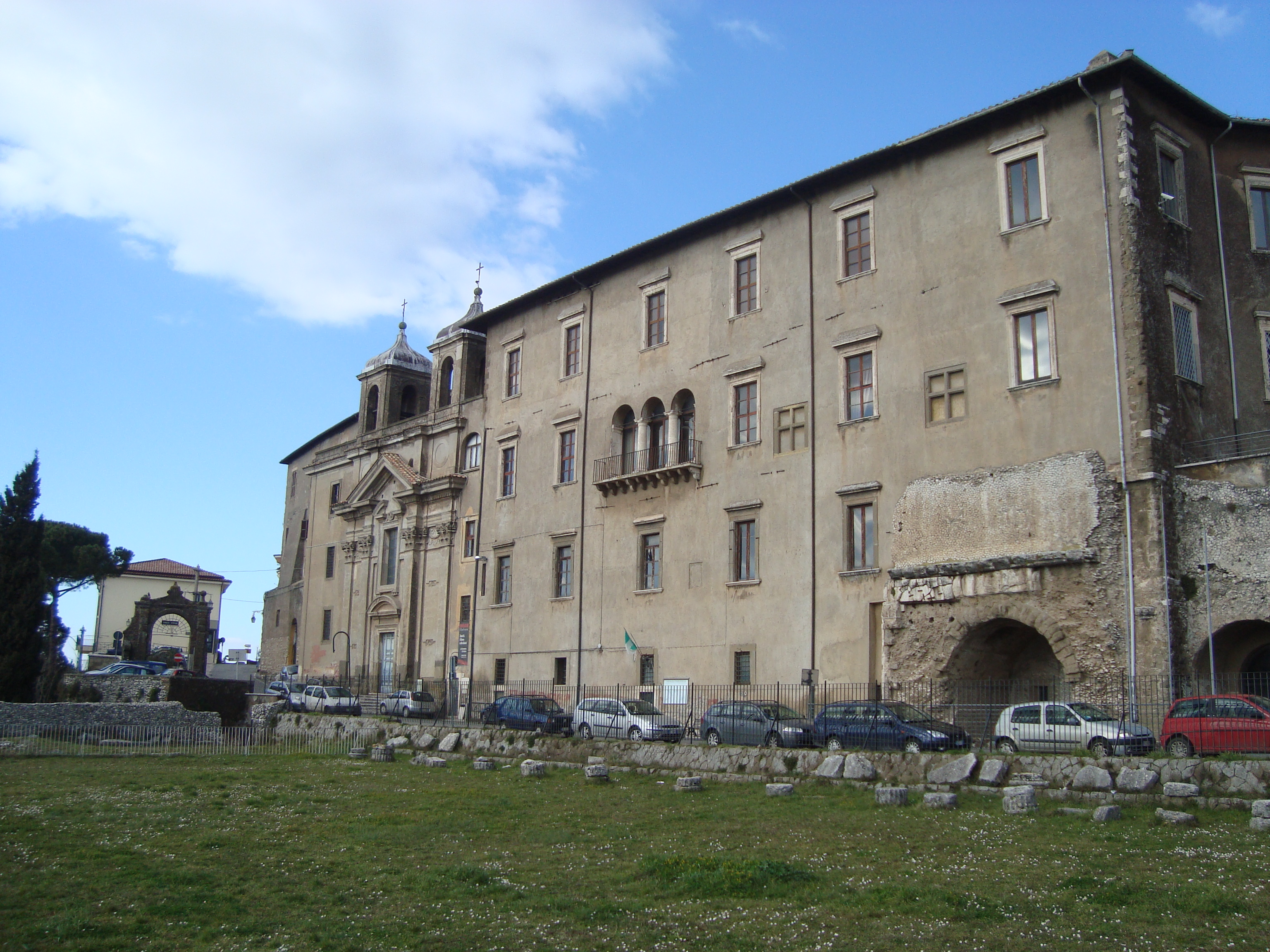
Aile droite du palais avec l'église Santa Rosalia.
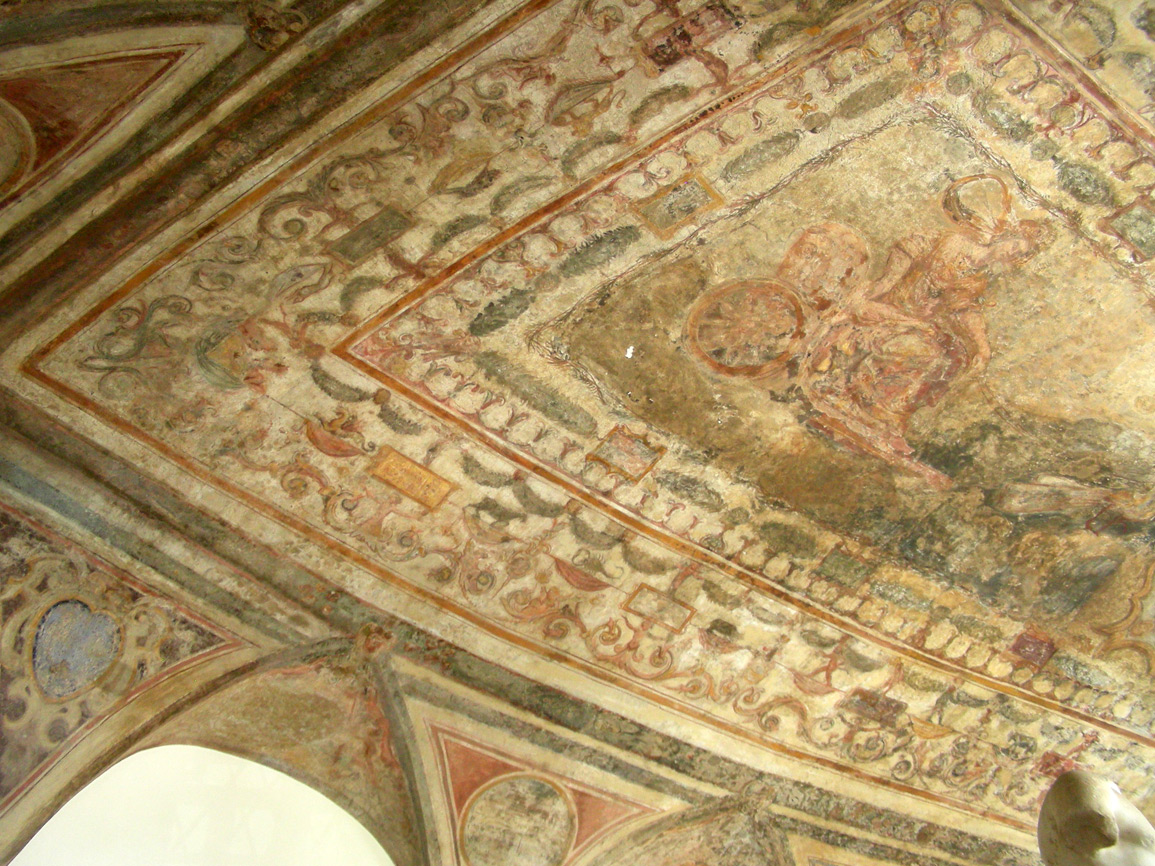
Fresques de la voûte de la salle du Parnasse (détail).